# Я не могу думать гетеросексуально
«Я не могу думать гетеросексуально» (англ. I Can't Think Straight) — английская мелодрама 2007 года режиссёра Шамим Сариф.

## Сюжет
Рима и Омар, занимающие высшие социальные слои иорданского общества, готовят свадьбу своей дочери Талы. Но будучи в Лондоне, Тала знакомится с Лейлой, молодой британкой из индийской семьи. У Лейлы тоже есть жених — Али, друг семьи Талы. Тала замечает нечто уникальное в бесхитростной, стеснительной и чувствительной Лейле, которая втайне надеется стать писателем. Прямота Талы в своих поступках заставляет Лейлу задуматься над своей жизнью и своими чувствами. Девушки влюбляются, но чувство долга Талы перед культурными и семейными обязанностями побуждает её расстаться с Лейлой и вернуться в Иорданию, где уже полным ходом идёт подготовка к свадьбе.
Чем ближе день свадьбы, тем более неуверенной чувствует себя Тала. В конце концов, она расторгает помолвку. Лейла тем временем осознаёт, что она лесбиянка. Она находит мужество порвать с Али и признаться родителям в своей сексуальной ориентации. Это является ударом для её матери, но отец относится с понимаем к чувствам дочери. Вернувшаяся в Лондон Тала ищет встречи с возлюбленной, но та не в силах с ней встречаться, зная, что Тала обманывает свою семью.
Мучимая любовью к Лейле, Тала решается и признаётся родителям, что любит другую девушку. На презентации книги Лейлы, Тала просит подписать ей экземпляр. Лейла, зная, что больше им не нужно скрываться, подписывает: «Я тебя люблю».

## В ролях
| В ролях         |  | Персонаж |
| --------------- |  | -------- |
| Лиза Рэй        |  | Тала     |
| Шитал Шет       |  | Лейла    |
| Антониа Фреринг |  | Рима     |
| Далиб Тахил     |  | Омар     |
| Рез Кэмптон     |  | Али      |

## Награды
Фильм получил следующие награды:
| Награды                             | Награды | Награды                   | Награды                     | Награды                             |
| ----------------------------------- | ------- | ------------------------- | --------------------------- | ----------------------------------- |
| Фестиваль / Премия                  | Год     | Награда                   | Категория                   | Победитель                          |
| Miami Gay and Lesbian Film Festival | 2009    | Приз зрительских симпатий | Лучший художественный фильм | «Я не могу думать гетеросексуально» |